# Heuqueville (Sena Marítim)
Heuqueville és un municipi francès situat al departament del Sena Marítim i a la regió de Normandia. L'any 2007 tenia 631 habitants.

## Demografia

### Població
El 2007 la població de fet de Heuqueville era de 631 persones. Hi havia 218 famílies de les quals 28 eren unipersonals (24 homes vivint sols i 4 dones vivint soles), 63 parelles sense fills, 111 parelles amb fills i 16 famílies monoparentals amb fills.
La població ha evolucionat segons el següent gràfic:
Habitants censats

### Habitatges
El 2007 hi havia 240 habitatges, 218 eren l'habitatge principal de la família, 20 eren segones residències i 2 estaven desocupats. 220 eren cases i 1 era un apartament. Dels 218 habitatges principals, 203 estaven ocupats pels seus propietaris i 15 estaven llogats i ocupats pels llogaters; 1 tenia una cambra, 9 en tenien dues, 26 en tenien tres, 54 en tenien quatre i 128 en tenien cinc o més. 182 habitatges disposaven pel capbaix d'una plaça de pàrquing. A 59 habitatges hi havia un automòbil i a 149 n'hi havia dos o més.

### Piràmide de població
La piràmide de població per edats i sexe el 2009 era:
| Homes | Edats   | Dones |
| ----- | ------- | ----- |
| 0     | 95 o +  | 0     |
| 0     | 90 a 94 | 0     |
| 0     | 85 a 89 | 0     |
| 12    | 80 a 84 | 0     |
| 12    | 75 a 79 | 12    |
| 0     | 70 a 74 | 16    |
| 8     | 65 a 69 | 4     |
| 4     | 60 a 64 | 8     |
| 16    | 55 a 59 | 8     |
| 32    | 50 a 54 | 20    |
| 36    | 45 a 49 | 32    |
| 24    | 40 a 44 | 32    |
| 16    | 35 a 39 | 12    |
| 16    | 30 a 34 | 24    |
| 12    | 25 a 29 | 4     |
| 16    | 20 a 24 | 12    |
| 28    | 15 a 19 | 28    |
| 16    | 10 a 14 | 12    |
| 28    | 5 a 9   | 24    |
| 16    | 0 a 4   | 20    |

## Economia
El 2007 la població en edat de treballar era de 428 persones, 327 eren actives i 101 eren inactives. De les 327 persones actives 302 estaven ocupades (163 homes i 139 dones) i 25 estaven aturades (9 homes i 16 dones). De les 101 persones inactives 32 estaven jubilades, 35 estaven estudiant i 34 estaven classificades com a «altres inactius».

### Ingressos
El 2009 a Heuqueville hi havia 219 unitats fiscals que integraven 656 persones, la mediana anual d'ingressos fiscals per persona era de 21.921 €.

### Activitats econòmiques
Dels 8 establiments que hi havia el 2007, 2 eren d'empreses de fabricació d'altres productes industrials, 1 d'una empresa de construcció, 2 d'empreses de comerç i reparació d'automòbils, 1 d'una empresa de transport, 1 d'una empresa financera i 1 d'una empresa de serveis.
L'únic servei als particulars que hi havia el 2009 era un electricista.
L'any 2000 a Heuqueville hi havia 13 explotacions agrícoles.

## Equipaments sanitaris i escolars
El 2009 hi havia una escola elemental.

## Poblacions més properes
El següent diagrama mostra les poblacions més properes.